# Shamrock Rovers Football Club 1922-1923
Questa voce raccoglie le informazioni riguardanti lo Shamrock Rovers Football Club nelle competizioni ufficiali della stagione 1922-1923.

## Stagione
Dopo aver esordito in A Division con una sconfitta, lo Shamrock Rovers segnò 77 reti (di cui 27 da parte del centravanti Bob Fullam, capocannoniere della stagione e della manifestazione) e mantenne l'imbattibilità nei restanti incontri, vincendo il primo titolo nazionale del proprio palmarès. Nelle coppe la squadra venne invece eliminata nelle fasi iniziali.

## Maglie
Le divise utilizzate nella stagione 1921-1922 erano interamente bianche, con le maglie ornate da bande verticali verdi.
| Manica sinistra · Manica sinistra · Maglietta · Maglietta · Manica destra · Manica destra · Pantaloncini · Calzettoni |

## Rosa
| N. |                           | Ruolo | Calciatore       |
| -- | ------------------------- | ----- | ---------------- |
|    | Irlanda (bandiera)        | D     | William Glen     |
|    | non conosciuta (bandiera) | C     | Joe Byrne        |
|    | non conosciuta (bandiera) | C     | Charlie Campbell |
|    | non conosciuta (bandiera) | C     | Bob Cowzer       |
|    | Irlanda (bandiera)        | A     | John Fagan       |
|    | Irlanda (bandiera)        | A     | Billy Farrell    |
|    | Irlanda (bandiera)        | A     | John Joe Flood   |

| N. |                           | Ruolo | Calciatore  |
| -- | ------------------------- | ----- | ----------- |
|    | Irlanda (bandiera)        | A     | Bob Fullam  |
|    | non conosciuta (bandiera) |       | Briggs      |
|    | non conosciuta (bandiera) |       | Willie Egan |
|    | non conosciuta (bandiera) |       | Jones       |
|    | non conosciuta (bandiera) |       | Ned Marlowe |
|    | non conosciuta (bandiera) |       | Smith       |

## Risultati

### A Division
| 16 settembre 1922 1ª giornata | Shamrock Rovers | 0 – 1 referto | Shelbourne Utd. |  |

| 23 settembre 1922 2ª giornata | Pioneers | 1 – 5 referto | Shamrock Rovers |  |

| 30 settembre 1922 3ª giornata | Shamrock Rovers | 3 – 1 referto | Rathmines Athletic |  |

| 7 ottobre 1922 4ª giornata | St. James's Gate | 1 – 1 referto | Shamrock Rovers |  |

| 14 ottobre 1922 5ª giornata | Shamrock Rovers | 2 – 0 referto | Bohemians |  |

| 21 ottobre 1922 6ª giornata | Olympia | 0 – 6 referto | Shamrock Rovers |  |

| 28 ottobre 1922 7ª giornata | Midland Athletic | 1 – 3 referto | Shamrock Rovers |  |

| 4 novembre 1922 8ª giornata | Shamrock Rovers | 0 – 0 referto | Shelbourne |  |

| 11 novembre 1922 9ª giornata | Athlone Town | 0 – 1 referto | Shamrock Rovers |  |

| 18 novembre 1922 10ª giornata | Dublin Utd. | 1 – 7 referto | Shamrock Rovers |  |

| 25 novembre 1922 11ª giornata | Shamrock Rovers | 2 – 2 referto | Jacobs |  |

| 2 dicembre 1922 12ª giornata | Shelbourne Utd. | 0 – 1 referto | Shamrock Rovers |  |

| 9 dicembre 1922 13ª giornata | Shamrock Rovers | 4 – 1 referto | Pioneers |  |

| 16 dicembre 1922 14ª giornata | Rathmines Athletic | 1 – 5 referto | Shamrock Rovers |  |

| 26 dicembre 1922 16ª giornata | Bohemians | 0 – 2 referto | Shamrock Rovers |  |

| 14 gennaio 1923 15ª giornata | Shamrock Rovers | 2 – 1 referto | St. James's Gate |  |

| 17 febbraio 1923 20ª giornata | Shamrock Rovers | 4 – 2 referto | Athlone Town |  |

| 25 febbraio 1923 17ª giornata | Shamrock Rovers | 6 – 0 referto | Olympia |  |

| 3 marzo 1923 18ª giornata | Shamrock Rovers | 9 – 1 referto | Midland Athletic |  |

| 18 marzo 1923 22ª giornata | Jacobs | 2 – 4 referto | Shamrock Rovers |  |

| 25 marzo 1923 21ª giornata | Shamrock Rovers | 3 – 1 referto | Dublin Utd. |  |

| 14 aprile 1923 19ª giornata | Shelbourne | 2 – 7 referto | Shamrock Rovers |  |

### FAI Cup
| 6 gennaio 1923 Primo turno | Athlone Town | 1 – 2 referto | Shamrock Rovers |  |

| 21 gennaio 1923 Quarti di finale | Shamrock Rovers | 1 – 2 referto | Jacobs |  |

### LOI Shield
| 28 aprile 1923 Primo turno | Bohemians | 2 – 5 referto | Shamrock Rovers |  |

| 5 maggio 1923 Secondo turno | Athlone Town | 2 – 0 referto | Shamrock Rovers |  |

## Statistiche

### Statistiche dei giocatori
| Giocatore   | A Division | A Division | FAI Cup  | FAI Cup | Totale   | Totale |
| Giocatore   | Presenze   | Reti       | Presenze | Reti    | Presenze | Reti   |
| ----------- | ---------- | ---------- | -------- | ------- | -------- | ------ |
| Briggs      | ?          | 1          | ?        | ?       | ?        | 1+     |
| J. Byrne    | ?          | 2          | ?        | ?       | ?        | 2+     |
| C. Campbell | ?          | 3          | ?        | ?       | ?        | 3+     |
| B. Cowzer   | ?          | 10         | ?        | ?       | ?        | 10+    |
| W. Egan     | ?          | 6          | ?        | ?       | ?        | 6+     |
| J. Fagan    | ?          | 6          | ?        | ?       | ?        | 6+     |
| J.J. Flood  | ?          | 8          | ?        | ?       | ?        | 8+     |
| B. Fullam   | ?          | 27         | ?        | ?       | ?        | 27+    |
| W. Glen     | ?          | 1          | ?        | ?       | ?        | 1+     |
| Jones       | ?          | 6          | ?        | ?       | ?        | 6+     |
| N. Marlowe  | ?          | 6          | ?        | ?       | ?        | 6+     |
| Smith       | ?          | 6          | ?        | ?       | ?        | 6+     |